# Entoloma coelestinum
Entoloma coelestinum är en svampart som först beskrevs av Elias Fries, och fick sitt nu gällande namn av Lexemuel Ray Hesler 1967. Entoloma coelestinum ingår i släktet Entoloma och familjen Entolomataceae.  Artens status i Sverige är: Ej påträffad. Inga underarter finns listade i Catalogue of Life.